# (31694) 1999 JO32
1999 JO32 (asteroide 31694) é um asteroide da cintura principal. Possui uma excentricidade de 0.06992330 e uma inclinação de 10.71717º.
Este asteroide foi descoberto no dia 10 de maio de 1999 por LINEAR em Socorro.